# Szürke tokó
A szürke tokó (Lophoceros nasutus) a madarak osztályának a szarvascsőrűmadár-alakúak (Bucerotiformes) rendjéhez, ezen belül a szarvascsőrűmadár-félék (Bucerotidae) családjához tartozó faj.

## Rendszerezése
A fajt Carl von Linné svéd természetkutató írta le 1766-ban, a Buceros nembe Buceros nasutus néven. Régebben a Tockus nembe sorolták Tockus nasutus néven.

## Alfajai
- Lophoceros nasutus epirhinus (Sundevall, 1850)
- Lophoceros nasutus nasutus (Linnaeus, 1766)[2]

## Előfordulása
Afrikában a Szaharától délre eső területeken és az Arab-félsziget déli részén honos. Természetes élőhelyei a szubtrópusi és trópusi síkvidéki esőerdők, száraz erdők, gyepek és szavannák. Állandó, nem vonuló faj.

## Megjelenése
Testhossza 51 centiméter, testtömege 163-233 gramm. Főként szürke tollazatú, feje, szárnyai és farka sötétebb árnyalatú. Fején a szeme felett található egy fehér csík, hasa és háta fehér, de a hátán a fehér folt csak repülés közben látszik.
|  |  |

## Életmódja
Tápláléka rovarokból áll, mint például lepkék, méhek, darazsak, sáskák és hangyák. Néha bokrok alatt szedeget gyümölcsöket és magvakat.

## Szaporodása
Fészkét faodúba készíti, miután a tojó beült költeni, a hím befalazza, csak annyi rést hagy, ahol tudja etetni a tojót és a fiókákat. Fészekalja 2–4 fehér tojásból áll. Miután már a kicsik annyira megnőttek, hogy nem férnek el a tojóval, a tojó kitöri a falat, és a hímmel együtt eteti a fiókákat.

## Természetvédelmi helyzete
Az elterjedési területe rendkívül nagy, egyedszáma pedig stabil. A Természetvédelmi Világszövetség Vörös listáján nem fenyegetett fajként szerepel.

## Fordítás
- Ez a szócikk részben vagy egészben  az   African Grey Hornbill című angol Wikipédia-szócikk fordításán alapul.  Az eredeti cikk szerkesztőit annak laptörténete sorolja fel. Ez a jelzés csupán a megfogalmazás eredetét és a szerzői jogokat jelzi, nem szolgál a cikkben szereplő információk forrásmegjelöléseként.